# Папська Рада у справах мирян
Па́пська Ра́да у спра́вах миря́н (лат. Pontificium Consilium pro Laicis) — одна з дикастерій Римської курії. Допомагає Папі Римському в його ділових відносинах з мирянами в церковних рухах або індивідуально. Рада має багато завдань, зокрема спонукання всіх католиків (батьків, професіоналів, політиків і т. д.) до активної участі в питаннях віри.
Ради ґрунтується на декреті Другого Ватиканського собору Про апостолат Мирян. Раду заснував у січні 1969 року Папа Римський Павло VI motu proprio Catholicam Christi Ecclesiam. У грудні 1976 року раду включено до постійного складу Римської курії.
Голова Ради — кардинал Станіслав Рилко. Секретар Ради — Йозеф Клеменс.

## Голови Папської Ради в справах мирян
- Кардинал Моріс Руа (6 січня 1967 — 16 грудня 1976);
- Кардинал Опіліо Россі (10 грудня 1976 — 8 квітня 1984);
- Кардинал Едуардо Піроніо (8 квітня 1984 — 20 серпня 1996);
- Кардинал Джеймс Стеффорд (20 серпня 1996 — 4 жовтня 2003);
- Кардинал Станіслав Рилко (з 4 жовтня 2003 — 1 вересня 2016).

## Виноски
1. ↑  КАТОЛИЦЬКИЙ ОГЛЯДАЧ. Архів оригіналу за 19 грудня 2011. Процитовано 14 березня 2013.